# Starożytna Grecja
Starożytna Grecja – cywilizacja, która w starożytności rozwijała się w południowej części Półwyspu Bałkańskiego, na wyspach mórz Egejskiego i Jońskiego, wybrzeżach Azji Mniejszej, a później także w innych rejonach Morza Śródziemnego. Starożytna Grecja uważana jest za kolebkę cywilizacji zachodniej. Grecka kultura, sztuka, mitologia, filozofia i nauka zostały za pośrednictwem Rzymian przekazane Europie i wywierały na jej mieszkańców ogromny wpływ w różnych okresach dziejów.
W epoce brązu powstały na tym obszarze kultury: minojska na wyspie Krecie, a w Grecji właściwej mykeńska, która później zdominowała Kretę. Wraz z końcem epoki brązu nastąpił gwałtowny upadek cywilizacji mykeńskiej i nastały tzw. wieki ciemne, z których wyłoniła się (ok. VIII w. p.n.e.) kultura Grecji archaicznej z ludnością żyjącą w miastach-państwach zwanych polis, z których najważniejsze były Ateny, Teby, Sparta i Korynt. Za okres szczytowego rozwoju cywilizacji greckiej uznaje się okres klasyczny (V-IV w. p.n.e.), kiedy to Grecy odepchnęli zagrożenie perskie, a najpotężniejsze polis toczyły wojny o hegemonię. W drugiej połowie IV w. p.n.e. dominację nad Grekami uzyskało zhellenizowane państwo macedońskie, a jego władca – Aleksander Wielki – podbijając imperium perskie rozprzestrzenił kulturę grecką na ogromne obszary Azji i zapoczątkował okres hellenistyczny. W wiekach II i I p.n.e. państwa greckie dostały się pod panowanie imperium rzymskiego.

## Geografia

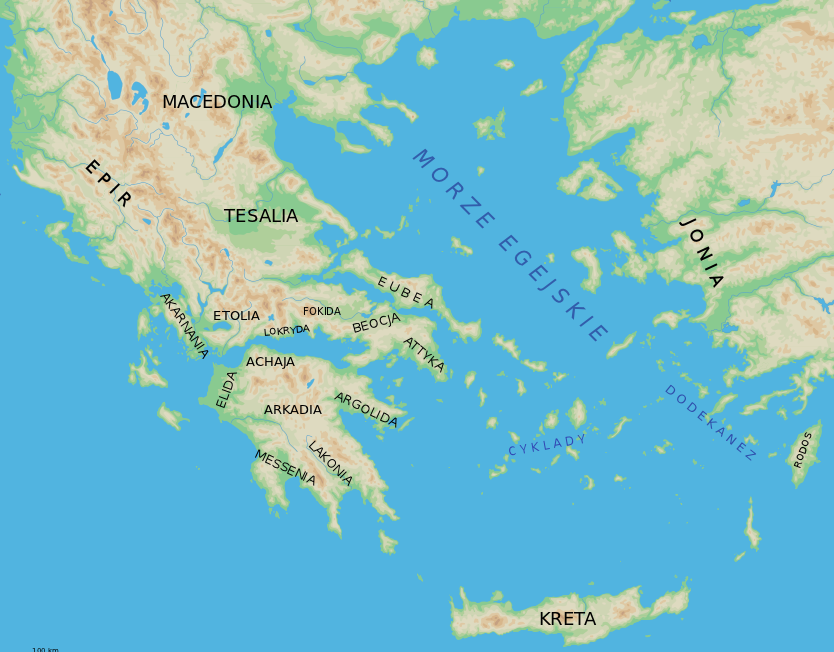
Ważniejsze krainy historyczne starożytnej Grecji

Obszar starożytnej Grecji, czyli tereny zamieszkiwane przez Greków w tym okresie, to przede wszystkim południowa część Półwyspu Bałkańskiego, wyspy Morza Egejskiego i Jońskiego oraz zachodnie wybrzeża Azji Mniejszej. Większość terenów starożytnej Grecji znajdowała się w strefie klimatu śródziemnomorskiego, którego wpływy na lądzie europejskim ograniczały się do Peloponezu, Grecji Środkowej i Tesalii, w Azji Mniejszej do Jonii. W obszarze jego oddziaływania znajdowały się też wyspy – Kreta, Cyklady, Sporady (dawny Dodekanez). Tereny te są poprzecinane licznymi łańcuchami górskimi, które wyznaczały granice między równinami, dzieląc w ten sposób kraj na krainy historyczne. W centrum Peloponezu znajdowała się Arkadia – wysoki płaskowyż, z którą graniczyły przedzielone górami, sięgające do morza równiny: Argolida, Lakonia, Messenia, Elida i Achaja. Głównymi krainami Grecji Środkowej były: (wymieniając od zachodu): Etolia, Lokryda, Fokida, Beocja, Attyka oraz oddzielona wąskim kanałem duża wyspa Eubea. Tesalia była rozległą równiną otoczoną górami, Jonia obejmowała nadbrzeżne równiny Lydii i Karii.
Równiny były zwykle niewielkie (z wyjątkiem Tesalii i Jonii), gleby łatwo erodowały, ale pozwalały wyżywić znaczną liczbę mieszkańców, zwłaszcza dzięki wykorzystywaniu pod uprawę zboczy gór oraz wprowadzeniu odpowiednich do warunków gatunków upraw: drzewa oliwnego, winorośli, a także pszenicy – stanowiących razem tzw. triadę śródziemnomorską, podstawę żywieniową miejscowej ludności. Bogactwa naturalne Grecji były ograniczone. Srebro, miedź i ołów znajdowano w Attyce (góra Laureion) i Cykladach, zasoby drewna były niewielkie. Ważnym elementem życia Greków było morze, stanowiło szlak komunikacyjny na Bliski Wschód, ale też stanowiło zaporę dla armii tamtejszych państw; ryby (obok sera) stanowiły podstawowe źródło białka zwierzęcego. Liczne wyspy ułatwiały nawigację, stanowiły też miejsce postoju podczas nocy, czyniąc z Morza Egejskiego niezwykle przyjazny do żeglugi akwen (z wyjątkiem pory zimowej, kiedy morze było wzburzone i często występowały sztormy).

## Prehistoria
Z ok. 18 000 p.n.e. pochodzą najstarsze znalezione ślady obecności człowieka na terenie dzisiejszej Grecji – w jaskini Franchthi na Peloponezie. Około VIII/VII tysiąclecia p.n.e. docierały na tereny Grecji owoce rewolucji neolitycznej przebiegającej na Bliskim Wschodzie – rolnictwo, hodowla zwierząt, a później ceramika. Droga ekspansji nowych odkryć i będących ich nosicielami migrujących grup ludności biegła z Azji Mniejszej przez będący wtedy lądowym pomostem Bosfor. W Grecji, na terenach Tesalii i Macedonii odkryto ślady pierwszej kultury neolitycznej w Europie – Sesklo. Na wyspach ludy posługujące się neolitycznymi technologiami pojawiły się w V tysiącleciu p.n.e., przybywając zapewne z Azji Mniejszej, choć w IV tysiącleciu p.n.e. oprócz migracji z Anatolii pojawili się także przybysze z Attyki i Eubei. Na przełomie neolitu i epoki brązu nastąpił wyraźny wzrost zaludnienia.

## Epoka brązu
Na obszarze starożytnej Grecji rozwinęła się w tym okresie kultura egejska, którą współtworzyły trzy obszary kulturowe: Kreta (kultura minojska), Cyklady (kultura cykladzka), oraz Grecja właściwa (kultura helladzka i mykeńska).

### Wczesna epoka brązu (3100[8]–2000 p.n.e.)
W tym okresie trzy regiony świata egejskiego rozwijały się w miarę równolegle. Z rozwijającej się szybciej i wszechstronniej Azji Mniejszej przybyły (zapewne z niewielkimi migrującymi grupami ludności) i upowszechniły się umiejętności obróbki metali. Ich użycie często pozostawało ograniczone do produkcji broni, ozdób i rzadziej narzędzi, ze względu na trudności w zdobyciu odpowiednich surowców, jednak same technologie produkcji (wytwarzano brąz arsenowy – stop miedzi i arsenu, później także brąz klasyczny – stop miedzi i cyny) i obróbki rozwijały się stosunkowo szybko. Na Krecie z okresu przełomu neolitu i epoki brązu odnajduje się ślady rosnących osad (Knossos, Fajstos), dowody wpływów z Azji Mniejszej i Cyklad w postaci nowych technik zdobywania żywności, nowych form ceramiki i budynków, a także nowych upraw, charakterystycznych dla świata śródziemnomorskiego: oliwki, winorośli i pszenicy. Wraz z upływem czasu rozpowszechniało się na wyspie wykorzystanie metali, nasilały się kontakty z kontynentem i innymi wyspami, wyodrębniły się różniące się między sobą regiony. Kultura innych wysp Morza Egejskiego, z wyjątkiem może Cyklad, związana była często z pobliskimi kontynentami. Najsilniejsze kontakty region miał z Azją Mniejszą, także z Kretą, słabsze z Europą. Ożywiły się one zwłaszcza w połowie tysiąclecia, kiedy nastąpił też wzrost zaludnienia, a wyspy zaczęły pełnić rolę pomostu między różnymi regionami świata egejskiego; stanowiły też źródło metali (miedzi, srebra, ołowiu), także dla Krety. W Grecji właściwej początki epoki brązu pozostawiły niewiele śladów archeologicznych. Z późniejszego okresu – połowy III tysiąclecia p.n.e. – pochodzą ślady małych, ale licznych osad (w Argolidzie, Beocji, Attyce i na Eubei), także kontaktów z wyspami i Kretą. W drugiej połowie III tysiąclecia p.n.e. na Cykladach i w Grecji pojawili się przybysze z Azji Mniejszej, reprezentowani w znaleziskach przez podobne do siebie kultury archeologiczne: Kastri (wyspy) i Lefkandi I (kontynent, a konkretnie Eubea i Beocja), którzy osiedlili się obok rodzimych mieszkańców, co doprowadziło zapewne do jakichś napięć. Koniec wczesnej epoki brązu to okres regresu w całym regionie Morza Egejskiego, podobnie jak reszcie świata śródziemnomorskiego. Zniszczona została część osad, społeczności zubożały, osłabły kontakty ze światem zewnętrznym. Na ogół przemiany te wiąże się z przybyciem grupy ludów indoeuropejskich, które wymieszały się z miejscowymi, co zapoczątkowało formowanie się nowej kultury. Na Krecie, gdzie migracje Indoeuropejczyków nie dotarły, także nastąpiło zmniejszenie liczby osad w niektórych rejonach (choć być może związane z koncentracją ludności w większych ośrodkach), a także osłabienie kontaktów zewnętrznych.

### Cywilizacja minojska (ok. 2000–1450 p.n.e.)

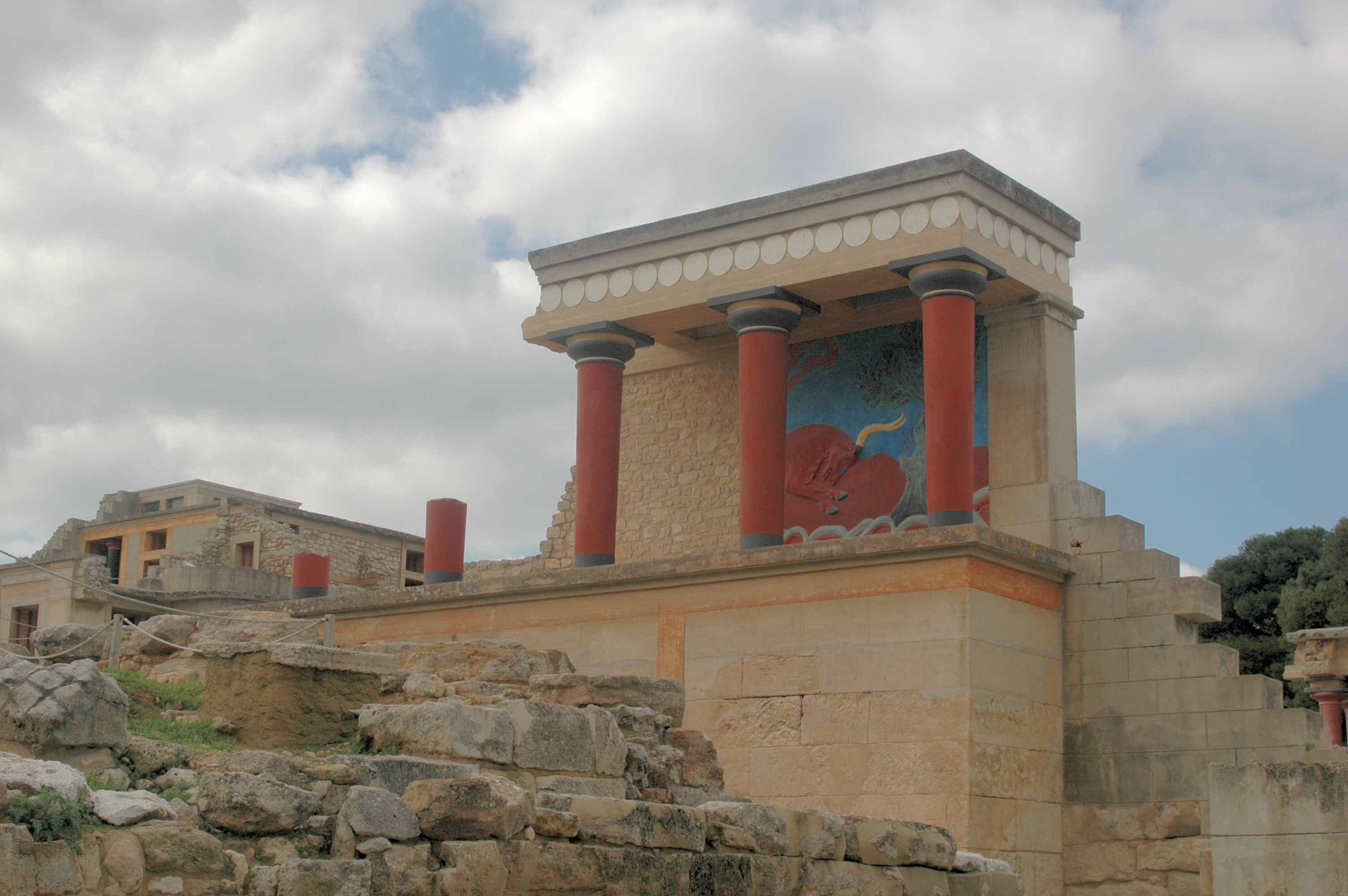
Fragment ruin pałacu w Knossos

Na przełomie III i II tysiąclecia p.n.e. rozwój cywilizacyjny Krety znacznie przyspieszył, powstała cywilizacja minojska (od imienia mitycznego władcy Knossos – Minosa). Wprawdzie wyspę także dotknął kryzys końca wczesnej epoki brązu, ale zdołała ona obronić swój dorobek, podczas gdy regres w Grecji kontynentalnej i na Archipelagu został pogłębiony (lub spowodowany) przez migracje z Azji (kultury Lefkandi-I i Kastri). Ponownie nawiązano kontakty zewnętrzne, po raz pierwszy na dużą skalę z Lewantem i Egiptem, co zaowocowało poznaniem nowych technologii i wymianą kulturalną. Osady przekształciły się w miasta o zaawansowanej architekturze i infrastrukturze, których centrum były wielkie pałace – siedziba władcy, ośrodek gospodarczy i religijny, którego mieszkańcy posługiwali się pismem (hieroglificznym i linearnym A). Szczyt rozwoju cywilizacji minojskiej to tzw. okres młodych pałaców (ok. 1675–1450 p.n.e.) – na wyspie wzrosła liczba miast, pałaców i willi, dominującym ośrodkiem było Knossos, brak fortyfikacji wskazuje na brak konfliktów na wyspie, rozwinęła się wyrafinowana sztuka (będąca pod wielkim wpływem Egiptu i innych cywilizacji Bliskiego Wschodu) i rzemiosło. Ekspansja Krety na inne wyspy sprawiła, że niektóre z nich stały się częścią kultury minojskiej w drugiej połowie średniej epoki brązu, wpływy minojskie promieniowały też na zacofaną w tym okresie Grecję kontynentalną. XVI wiek p.n.e. to początek upadku Krety – najpierw trzęsienie ziemi, potem erupcja wulkanu na Thirze zachwiały gospodarką i stabilnością społeczną wyspy. Osłabiona cywilizacja padła ofiarą inwazji (ok. 1450 roku p.n.e.) z Grecji kontynentalnej, dokonanej przez przedstawicieli kultury mykeńskiej, którzy zniszczyli wszystkie pałace poza Knossos, gdzie zasiedli jako władcy wyspy.

### Przybycie Greków
Kwestia przybycia na tereny  Grecji ludów, które możemy uznać za Greków jest obiektem sporów i dyskusji. Za pewne uznaje się, że u schyłku III tysiąclecia p.n.e. lub w ciągu II tysiąclecia p.n.e. na południe Bałkanów napływały ludy mówiące językami z rodziny indoeuropejskiej (do niej zalicza się język grecki), jednak nie udało się wypracować porozumienia na temat charakteru tego wydarzenia, jego czasu i ilości fal migracyjnych. Tradycyjnie historycy zakładali, że mapa dialektów języka greckiego z czasów klasycznych świadczy o wystąpieniu w przeszłości trzech fal migracji grup ludności, z których każda posługiwała się danym dialektem w ukształtowanej tam formie. Badania archeologiczne wskazywały, że w latach ok. 2000–1900, 1600 i 1200 p.n.e. miały w Grecji miejsce okresy przełomowe (przy czym środkowy był mniej wyraźny niż pozostałe), które powiązano z danymi o dialektach i ukuto teorię o wystąpieniu wtedy trzech inwazji ludów greckich: Jonów, Achajów i Dorów. Nowsze badania podały w wątpliwość ten pogląd – uznano za błędną koncepcję przybycia Greków już ukształtowanych, z gotowym językiem, zakładając, że formowanie się kultury i mowy greckiej miało miejsce już na terenie Grecji i przebiegało na skutek mieszania się elementów religii, języka i kultury różnych grup. Odrzucono więc jako zbędną teorię trzech migracji, z kolei pierwszy okres przełomowy zaczęto traktować nie jako gwałtowną, krótką inwazję, ale długotrwały proces (trwający wiek lub dwa), w czasie którego w różnych fazach napływało wiele grup ludności. Niektórzy badacze wskazują, że pojawienie się w Grecji języka, z którego wyewoluowała Greka, należy wiązać z pojawieniem się w Mykenach pierwszych grobów szybowych (XVII w. p.n.e.), co mogło być spowodowane przybyciem ludu, który narzucił się miejscowym jako elita władzy.
Osobną kwestią jest pytanie skąd przodkowie Greków przybyli do Grecji. Najprawdopodobniej dotarli tam przez Bałkany i północną Grecję, ale brak jest dowodów archeologicznych potwierdzających tę tezę. Niezbyt pomocne są też badania lingwistyczne – ze znanych języków Grekę najbardziej przypominały staromacedoński i frygijski (uznawane niekiedy za dialekty wspólnego protojęzyka), trochę także staroarmeński. Znane miejsce, gdzie najwcześniej posługiwano się tymi językami (greckim, macedońskim, frygijskim, w przypadku staroarmeńskiego pewność jest mniejsza) to południowe Bałkany, więc być może tutaj należałoby szukać siedzib przodków Greków; brak jednak na razie wystarczających dowodów archeologicznych.

### Cywilizacja mykeńska (ok. 1700–1100 p.n.e.)

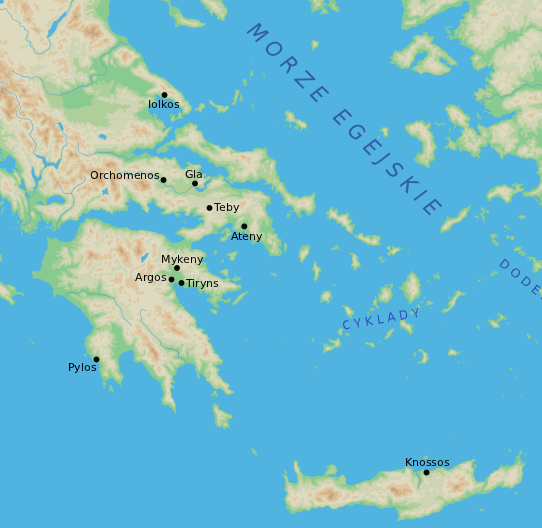
Najważniejsze ośrodki cywilizacji mykeńskiej

Regres jaki przyniósł koniec III tysiąclecia trwał w Grecji kontynentalnej długo – poza wyjątkowym przypadkiem prosperującej Eginy zaludnienie było słabe, a poziom kultury materialnej niski. Sytuacja zaczęła zmieniać się w XVII wieku p.n.e. – w Argolidzie, Beocji, Attyce, Messenii i Lakonii nastąpił przyrost ludności, pojawiły się tam też bogato wyposażone groby książęce (tzw. groby szybowe), przypominające te z Eginy. Cywilizację jaka zaczęła się wtedy formować nazwano mykeńską od jej najważniejszego ośrodka – Myken w Argolidzie, jej przedstawicieli identyfikuje się z opisanymi w dziełach Homera Achajami. Wcześni Mykeńczycy utrzymywali szerokie kontakty handlowe – ich wyroby znajdowano m.in. w Italii czy Macedonii, lecz źródeł bogactwa widocznego w zawartości grobów szybowych dopatruje się raczej w wyprawach rabunkowych lub działalności najemniczej. Około 1450 r. p.n.e. Mykeńczycy dokonali inwazji Krety, zniszczyli wszystkie pałace z wyjątkiem tego w Knossos, którym władali do około 1365 r. p.n.e., kiedy i on uległ zniszczeniu. Panowanie mykeńskie w Knossos było okresem fuzji tradycji minojskiej i kultury najeźdźców – wykształciła się sztuka, którą potem odnajdujemy w Grecji, powstało też pismo linearne B, czyli wersja kreteńskiego pisma linearnego A dostosowana do Greki jaką posługiwali się Achajowie. W XIV wieku p.n.e. w takich ośrodkach jak Mykeny, Tyryns, Pylos powstały pałace, budowle będące podobnie jak ich minojskie odpowiedniki, siedzibą władcy, centrum administracyjnym, miejscem magazynowania i redystrybucji dóbr. Pałace były centrami niezależnych państw, rządzonych przez królów tytułowanych wanax, mających na swe rozkazy arystokrację walczącą w czasie wojny na rydwanach. Mykeńczycy czcili wiele bóstw znanych z późniejszych dziejów Grecji, m.in. Zeusa, Posejdona, Aresa czy Hermesa. Achajowie zajęli miejsce Kreteńczyków na wyspach Morza Egejskiego, ślady ich osadnictwa lub przyjmowania kultury mykeńskiej odnajdujemy w Azji Mniejszej, handlowali z zachodnim basenem Morza Śródziemnego (Italia, Sycylia, Sardynia), a na wschodzie, zdominowanym przez wielkie cywilizacje zajmowali się kupiectwem lub piractwem. Źródła hetyckie, mówią o potężnym państwie Ahhijawa, które jest zwykle identyfikowane z Achajami, co może świadczyć o tym, że Mykeńczycy nie tworzyli tylko niezależnych, niewielkich państw, ale także jakąś formę imperium rządzonego przez pojedynczego władcę.
Pod koniec XIII wieku p.n.e. rozpoczął się upadek cywilizacji mykeńskiej – pałace zostały zniszczone, niektóre wiele razy. W XII wieku p.n.e. miały miejsce kolejne fazy zniszczeń, doszło do ruchów ludnościowych, nastąpiło wyludnienie niektórych obszarów, napłynęła ludność mówiąca doryckim dialektem języka greckiego, a jednocześnie grupy Mykeńczyków pojawiły się wśród Ludów Morza atakujących ważne ośrodki wschodniego basenu Morza Śródziemnego. Przyczyny tych zjawisk są przedmiotem dyskusji, mówi się o inwazji z zewnątrz, walkach wewnętrznych, zapaści społecznej, niemniej skutkiem wydarzeń z XIII i XII wieku był koniec cywilizacji mykeńskiej, regres i poważne przemiany – w Grecji nastały tzw. wieki ciemne.

## Wieki ciemne (ok. 1100–800 p.n.e.)
Po upadku cywilizacji mykeńskiej w dziejach Grecji występuje okres około trzech stuleci, który historycy, ze względu na brak źródeł pisanych oraz nieliczne znaleziska archeologiczne, nazywają wiekami ciemnymi. Około dwa stulecia po upadku kultury mykeńskiej trwały migracje i najazdy – ludność mykeńska przenosiła się na wschód (Cypr, wybrzeża Azji Mniejszej), niektóre obszary niemal się wyludniły (Lakonia, Messenia), na Peloponez prawdopodobnie wkroczyli Dorowie, którzy potem zajęli Kretę, część wysp Morza Egejskiego i fragment wybrzeża małoazjatyckiego, inne ludy pojawiły się w Grecji Środkowej i Tesalii. Dialekt achajski, którym posługiwano się w czasach mykeńskich, przetrwał tylko w niedostępnej Arkadii, na Cyprze i Pamfilii, a wywodzące się z niego joński i attycki w Attyce, Eubei i Jonii oraz na niektórych wyspach, w wielu miejscach (m.in. Peoloponez, Kreta, Rodos) pojawił się dorycki i pokrewne mu dialekty północno-zachodnie. Mieszkańcy Grecji zachowali język, ale tylko w mowie, umiejętność jego zapisu zanikła, podobnie jak przepadły pałace i niemal cała kultura materialna epoki mykeńskiej, zerwanie z przeszłością wydaje się niemal całkowite. Dziedzictwo mykeńskie przetrwało jednak w sferze duchowej – w mitach o czasach herosów, w przekazywanej ustnie poezji epickiej (w której odnaleźć można dalekie echa prawdziwych wydarzeń), w bogatym w pojęcia języku.
W okresie wieków ciemnych sieć osadnicza była niezwykle rzadka (obszary gęstszego zaludnienia w tym okresie to: Attyka, Argolida, Beocja, Kreta), ludność mieszkała w niewielkich domach z suszonej cegły, wyposażenie grobów było ubogie (ale pojawiają się w nich produkty z żelaza), kontakty zewnętrzne zostały mocno ograniczone. Nowe odkrycia archeologiczne wskazują jednak, że ten obraz nie był prawdziwy dla całej Grecji – znalezienie w Lefkandi na Eubei grobów szybowych z bogatym wyposażeniem (pochodzącym także z Bliskiego Wschodu), zlokalizowanych wewnątrz okazałego budynku, sugeruje, że już w X wieku p.n.e. Eubea była miejscem bogatszym i znacznie mniej odizolowanym niż reszta świata greckiego. Od ok. 900 roku p.n.e. produkty z Bliskiego Wschodu pojawiają się na innych obszarach (Attyka, Argolida, niektóre wyspy), a ceramika grecka w Fenicji. Kontakty ze wschodem ulegały dalszej intensyfikacji, rósł wpływ Fenicjan na kulturę grecką, Grecy coraz częściej podróżowali na Bliski Wschód (ok. 800 roku p.n.e. w Al-Mina w Syrii istniała prawdopodobnie grecka faktoria), rozpoczęło się wychodzenie z okresu regresu. W IX wieku p.n.e. zaczyna kształtować się polis – podstawa greckiej organizacji życia politycznego i społecznego w następnych okresach ich dziejów, w IX–VIII wieku p.n.e. Grecy do zapisu własnej mowy zaczynają wykorzystywać zapożyczony od Fenicjan i nieco zmieniony alfabet.

### Okres archaiczny (ok. 800–500/479 p.n.e.)

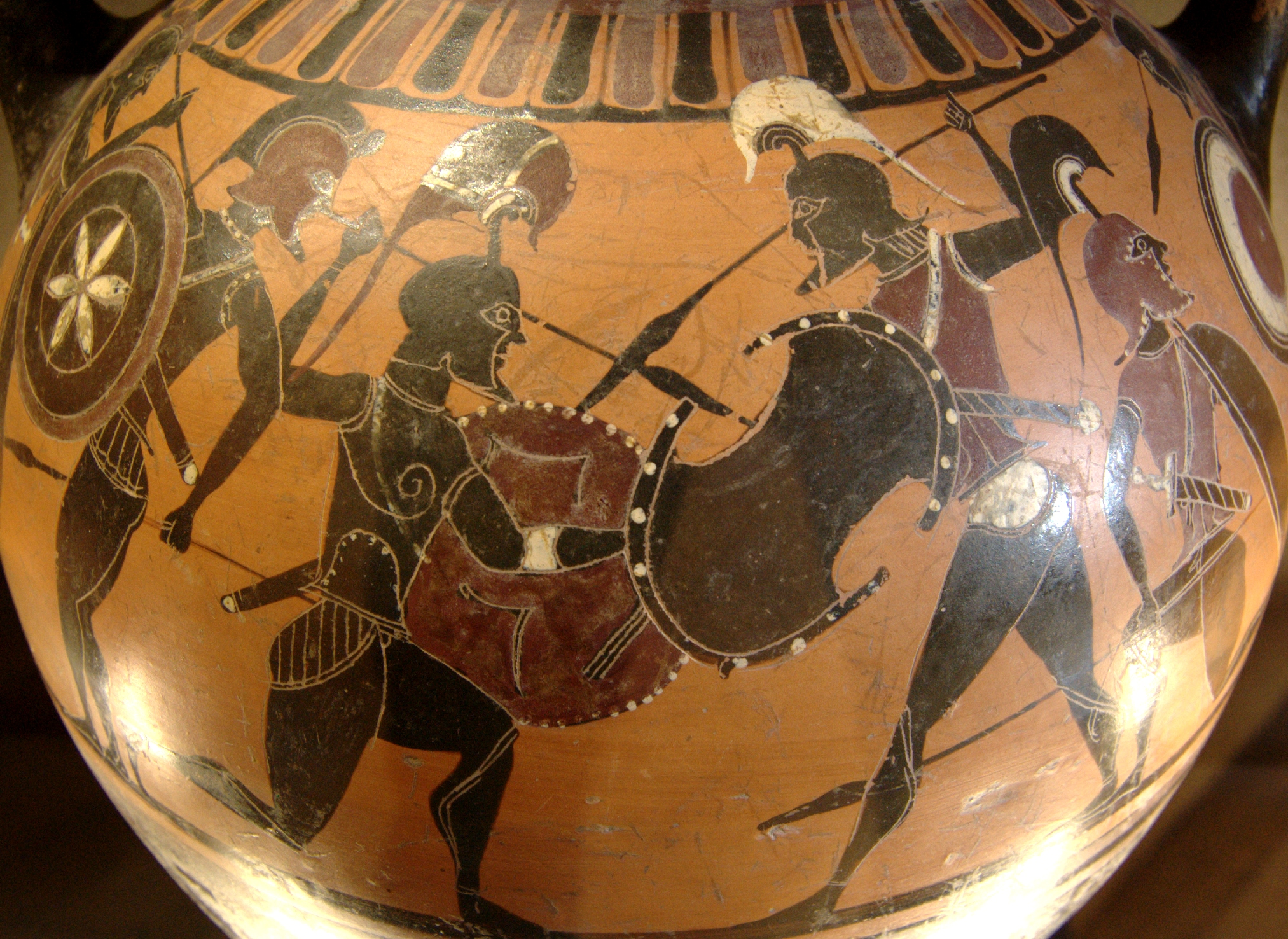
Walczący hoplici – czarnofigurowa amfora z lat 570–565 p.n.e.

Kultura grecka jaka wyłoniła się (niemal dosłownie, gdyż w porównaniu z wiekami ciemnymi znacząco rośnie ilość znalezisk archeologicznych, pojawiają się źródła pisane) z wieków ciemnych, posiadała większość cech, które we współczesnym świecie przypisuje się pojęciu starożytna Grecja. Grecy tego okresu posługiwali się nowym alfabetem, żyli we w miarę egalitarnych społecznościach zorganizowanych w, zwykle niewielkie, poleis – miasta-państwa, walczyli w szyku falangi w uzbrojeniu ciężkiego piechura – hoplity, oddawali cześć herosom, zarówno lokalnym, jak i znanym w całej Grecji, korzystali z wyroczni (zwłaszcza w Dodonie, Delfach, Olimpii), czcili bóstwa takie jak Zeus, Apollo, znali dzieła Homera – Iliadę i Odyseję. Wszyscy obywatele polis (tzw. demos), czyli dorośli mężczyźni, miejscowego pochodzenia, dysponujący majątkiem pozwalającym na zakup uzbrojenia hoplity mieli wpływ na decyzje dotyczące całej społeczności, brali udział w zgromadzeniach, gdzie dyskutowano ważne sprawy czy obierano przywódców. W społeczności istniała wprawdzie elita, mająca większy wpływ na podejmowanie decyzji, ale dostęp do niej nie był zamknięty – przynależność do arystokracji uzależniona była praktycznie od posiadanego majątku i przedsiębiorczy, szeregowi obywatele mogli do niej awansować (podobnie jak zubożali arystokraci mogli stracić swój status). Niżej na drabinie społecznej, poza grupą obywateli, znajdowali się wolni ludzie nie posiadający ziemi, a najniżej niewolnicy lub niewolni chłopi

### Wielka kolonizacja

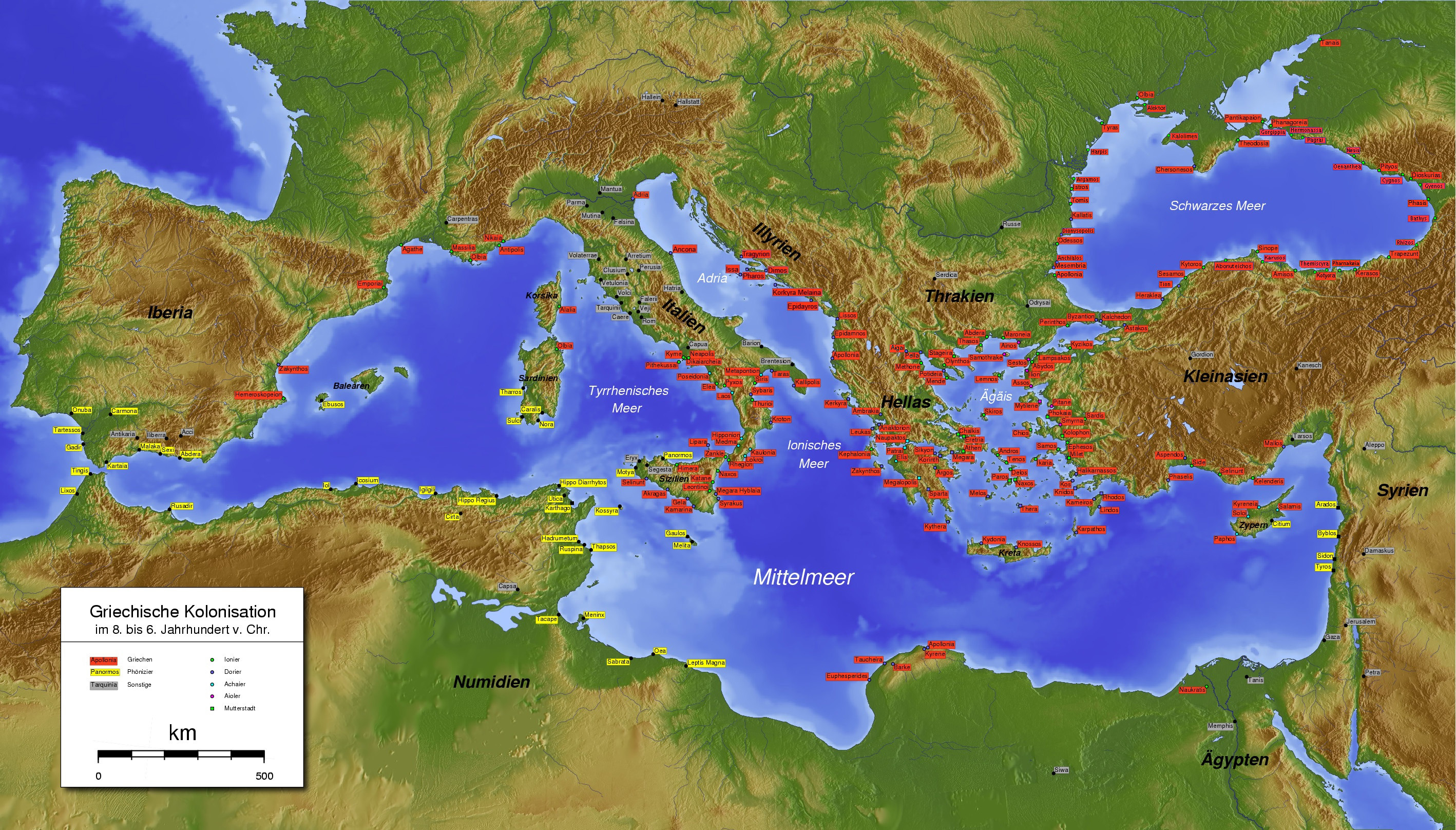
Greckie kolonie (kolor czerwony) powstałe do VI wieku p.n.e.

Od początku epoki archaicznej trwał proces, który znacząco rozszerzył granice świata greckiego. Polis zakładały w różnych miejscach basenu Morza Śródziemnego kolonie (gr. apoikiai), które często przekształcały się w niezależne miasta, poczuwające się jednak do pewnej wspólnoty z macierzystą polis tzw. metropolią. Początkowo w działalności kolonizacyjnej przodowały miasta z Eubei: Chalkis i Eretria, zakładając nowe ośrodki w Italii, potem dołączyły się Korynt, Megara, Milet i inne. Oprócz Italii kolonizowano Sycylię, wyspy Morza Jońskiego (Kerkyrę), północne wybrzeża Morza Egejskiego (zwłaszcza Półwysep Chalkidiki), później także południowe wybrzeża dzisiejszej Francji (u ujścia Rodanu powstała Massalia, kolonia Fokaji), sięgając nawet Hiszpanii. Liczne kolonie zakładano na wybrzeżach Morza Czarnego (tu aktywnie był zwłaszcza Milet), w rejonie Propontydy, także w części północnej Afryki (Kyrene); w Egipcie faraon przydzielił Grekom Naukratis. Przyczynami osiedlania się Greków na nowych obszarach były przede wszystkim chęć uzyskania dostępu do cennych surowców lub produktów, oraz pragnienie części obywateli poprawienia swojego statusu przez pozyskanie nowej ziemi uprawnej. Wysoki przyrost naturalny w Grecji począwszy od VIII wieku p.n.e. pozwolił na stały wzrost liczby ludności, mimo odpływu jej części do kolonii. Kolonizacja znacząco wpłynęła na rozwój handlu, zarówno między koloniami i greckimi polis, jak i między Grekami i tubylcami z kolonizowanych ziem. Lokalne elity podatne na wpływy greckiej kultury stawały się też odbiorcami greckich towarów, za które często płaciły niewolnikami. Kolonizacja straciła na impecie w połowie VI wieku p.n.e. (nowe ośrodki wciąż powstawały, ale było ich mniej i ich fundacje miały inny charakter), ale do tego czasu pozwoliła Grekom stać się wielkim narodem basenu Morza Śródziemnego silnie oddziałującym swoją kulturą na inne ludy.

### Tyrania i prawodawcy
W późnej epoce archaicznej wiele greckich poleis znalazło się pod władzą tyranów – arystokratów, którzy sięgali po pełnię władzy nad zbiorowością niezgodnie z przyjętymi regułami, najczęściej w wyniku zamachu (zwykle bezkrwawego). Pierwszym znanym tyranem był Fejdon z Argos, okres świetności Koryntu przypadał na czas panowania Kypselosa i jego syna Periandra, Ortagoras zapoczątkował trwałą tyranię w Sykionie, w VI w. p.n.e. Atenami władali Pizystratydzi. Tyrani zwykle posiadali poparcie ludu, które zyskiwali działaniami mającymi poparcie zbiorowości, bądź zapewnieniem polis spokoju i porządku (np. poprzez eliminację konkurentów do władzy), więc po przewrocie zazwyczaj nie rządzili z użyciem siły. Arystokracja często dążyła do obalenia tyranii we własnym polis, jednak rezultatem takiego przewrotu, było czasami zajęcie miejsca tyrana przez innego arystokratę. Zdarzało się, że walki wewnętrzne w polis (tzw. stasis) przybierały na sile na tyle, że obywatele sami obierali sobie tyrana.
W VI w. p.n.e. coraz popularniejsza stawała się idea sprawiedliwego ustroju (gr. eunomia), zakładająca, że swobody obywatela polis powinno ograniczać tylko prawo, nie inna osoba (np. tyran). Idea prawa jako zespołu norm, który obowiązywał (i mógł być, w przeciwieństwie do obyczaju, zmieniany) w wyniku decyzji wspólnoty, była wynalazkiem greckim. Opracowywanie praw poleis powierzały prawodawcom, którym zapewniano dużą swobodę zmian stosunków politycznych i społecznych, ci jednak ograniczali się zwykle do reform mających na celu niwelowanie napięć społecznych (np. wzmacniając instytucje obywatelskie mające równoważyć siłę arystokratów). Działalność prawodawców, a także ustawy zatwierdzane przez zgromadzenie obywateli prowadziły do zmian w ustroju poleis greckich – powstawała m.in. rada wybierana spośród obywateli, powiększał się demos (poprzez uwalnianie poddanych) i zmieniało się jego znaczenie. Procesy te doprowadziły do wykształcenia się takich ustrojów jak demokracja (prawa polityczne mieli wszyscy obywatele) czy oligarchia (prawa przysługiwały części obywateli, decydował majątek).

### Sparta

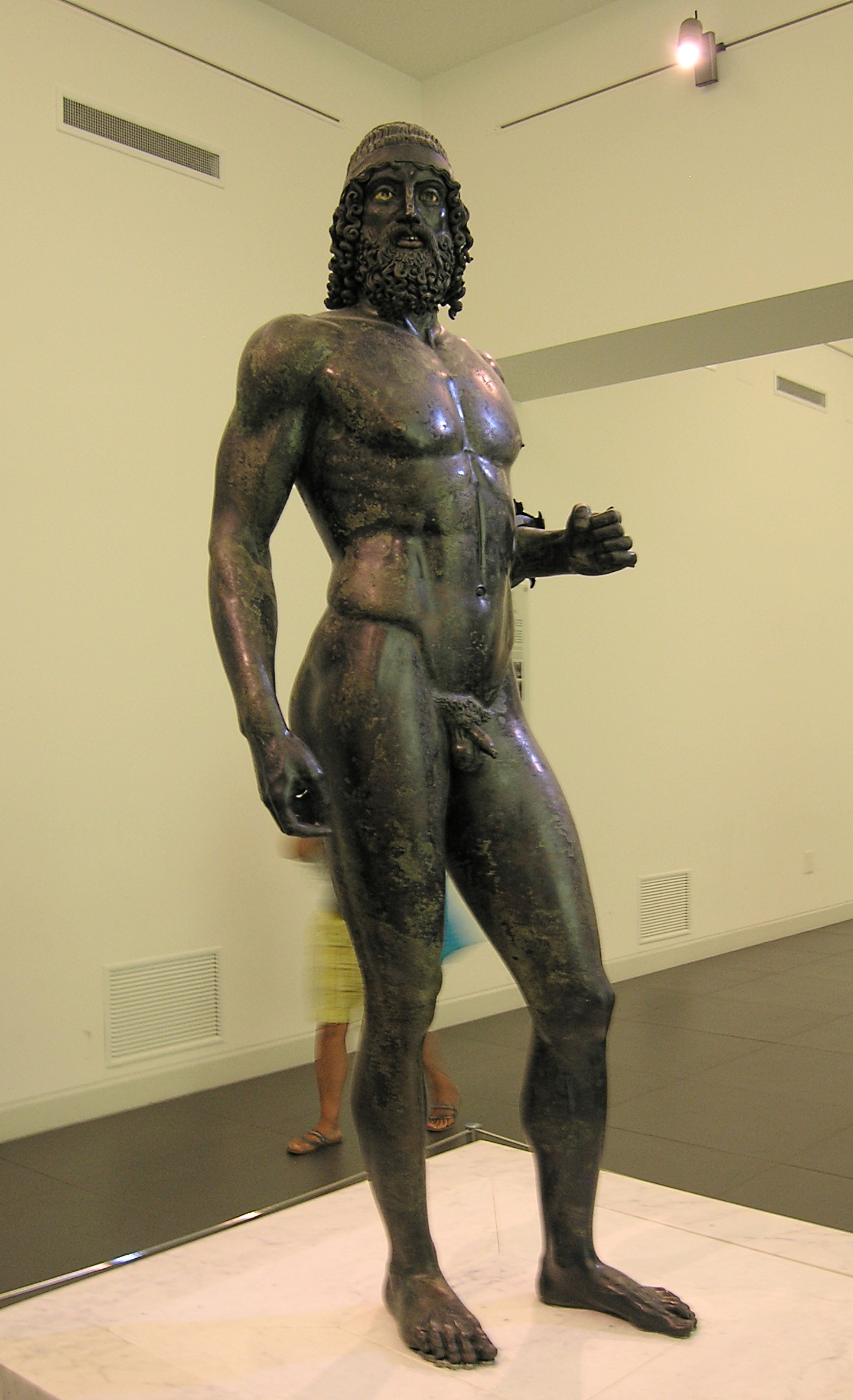
Ten posąg wojownika z brązu pokazuje wagę, jaką przywiązywano do treningu fizycznego. Brązy z Riace, 450 p.n.e.

W okresie archaicznym na znaczeniu zyskała Sparta, polis położone w Lakonii, na południu Peloponezu. W wyniku dwóch wojen messeńskich (toczonych pod koniec VIII i w VII w. p.n.e.) Spartanie stali się panami żyznej Messenii, część jej mieszkańców stała się przypisanymi do ziemi helotami. Wydarzenie to miało znaczący wpływ na ukształtowanie się specyficznego systemu społeczno-politycznego: każdy wolny obywatel Sparty otrzymał dziedziczną działkę ziemi wraz z uprawiającymi ją helotami, uwalniając się w ten sposób od potrzeby pracy. Charakterystycznym elementem ustroju spartańskiego był rygorystyczny system wychowania, mający na celu podporządkowanie jednostki państwu i zacieranie różnic między obywatelami, którzy powinni być posłusznymi zwierzchnikom, doskonałymi żołnierzami (odegrało tu zapewne rolę stałe zagrożenie rebelią w brutalnie zniewolonej Messenii). Zabijający indywidualizm i niezależne myślenie system wychowania skutkował upadkiem kulturalnym Sparty od VI w. p.n.e., ale zapewnił jej pozycję potęgi militarnej. Stopniowo pod jej wpływem (czy to na skutek wojen czy sojuszy) znalazło się większość polis Peloponezu (poza Argos, które w okresie archaicznym było największym przeciwnikiem Sparty), które tworzyły tzw. Związek Peloponeski.

### Ateny
Innym polis epoki, które osiągnęło znaczącą pozycję były Ateny. Jej chora (czyli obszar podporządkowany miastu) obejmował całą Attykę. Z tego też powodu archaiczne Ateny nie prowadziły zaawansowanej akcji kolonizacyjnej, ani ekspansji zewnętrznej, a mimo to potrafiły zagospodarować znaczący przyrost ludności dzięki kolonizacji wewnętrznej. Władzę w polis sprawowało zgromadzenie, rada zwana areopagiem oraz urzędnicy z archontem na czele. Na początku VI w. p.n.e. w Atenach zapanował kryzys, którego skutkiem było zadłużenie biedniejszych warstw społeczeństwa, zastawianie przez nich ziemi, a nawet niewola ich oraz rodzin. Problemy rozwiązały reformy archonta Solona, który przeprowadził kasatę długów i zakazał sprzedaży w niewolę zadłużonych, a także nadał wolność ateńskiej ludności poddanej, zmienił sądownictwo, poszerzył uprawnienia zgromadzenia oraz wprowadził cenzus majątkowy dla obywateli. W połowie VI w. p.n.e. władzę w Atenach przejął tyran Pizystrat, a czas jego panowania był dla polis niezwykle pomyślny, jednak już za panowania jego synów nasiliły się walki wewnętrzne, w które wciągnięto także Spartę – jej interwencja obaliła tyranię w Atenach w 510/509 p.n.e. W nowej sytuacji wpływy zyskał Klejstenes, którego reformy, mimo wrogich działań Sparty, doprowadziły do powstania pierwszej demokracji – poszerzono znacznie krąg obywateli, wzmocniono uprawnienia ich zgromadzenia, a obradami obywateli zarządzała tzw. Rada Pięciuset. Arystokracja zachowała jednak silną pozycję, to przede wszystkim jej przedstawiciele obsadzali urzędy i stanowiska w radzie.

### VI wiek p.n.e.
W VI wieku p.n.e. poleis małoazjatyckie zostały podbite przez ekspansywne Imperium perskie (wcześniej podlegały królom Lydii, a z kolei w VII w. p.n.e. musiały walczyć z najazdami Kimmerów), które następnie zajęło wyspy w pobliżu Azji Mniejszej i grecką Cyrenajkę, a później Trację. W tym czasie w Grecji ekspansję prowadziły: Sparta na Peloponezie i Tessalia w Grecji Środkowej. Sparta pokonała Argos w 494 p.n.e. i tylko dramatyczny przewrót społeczny ocalił miasto przed Związkiem Peloponeskim obejmującym już większość półwyspu. Tessalia w wyniku zwycięskiej tzw. I wojny świętej (ok. 590 p.n.e.) umocniła swoją pozycję i uczyniła Delfy miastem autonomicznym znajdującym pod ochroną Amfiktionii Delfickiej. Postępy Tessalii załamały się pod koniec VI w. p.n.e., m.in. w wyniku porażki z nowo powstałym Związkiem Beockim kierowanym przez silne Teby i skupiającym poleis Beocji.

### Wojny perskie (499–479 p.n.e.)

Konflikt grecko-perski w latach 499–479 p.n.e.

W 499 p.n.e. miasta greckie w Azji Mniejszej zbuntowały się przeciw władzy perskiej. Powstańcy liczyli m.in. na pomoc poleis z Grecji właściwej, ale tylko Ateny i Eretria wysłały niewielkie wsparcie, szybko zresztą wycofane. Po kilku latach walk powstanie upadło, Milet został zniszczony, część ludności została deportowana w głąb imperium (część wyemigrowała na zachód), ale sytuacja wkrótce wróciła do normy, zwłaszcza że Persowie wprowadzili w podległym im poleis demokrację. Od 492 roku p.n.e. perski wódz Mardonios opanował ponownie Trację, a także Macedonię, opierając granice imperium o Tessalię. Dariusz, król perski, zażądał od greckich poleis uznania jego władzy. Wiele się zgodziło, jednak Ateny i Sparta odmówiły, dlatego władca podjął decyzję o działaniach zbrojnych. W 490 p.n.e. Perska ekspedycja wysłana morzem zajęła wyspy Morza Egejskiego, zdobyła Eretrię, ale po lądowaniu w Attyce została pokonana przez Ateńczyków w bitwie pod Maratonem i była zmuszona wycofać się do Azji. Kolejna inwazja perska wydawała się nieunikniona, jednak w międzyczasie wybuchł bunt w Egipcie, a w 486 roku zmarł Dariusz; zadanie dokończenia podboju Grecji przypadło jego następcy – Kserksesowi I. Tymczasem Ateny, zdając sobie sprawę z zagrożenia, na wniosek Temistoklesa zainicjowały program budowy wielkiej floty, a także nasiliły walkę polityczną z ludźmi podejrzewanymi o sprzyjanie Persom (czyli o tzw. medyzm). W 481 p.n.e. w Grecji zawiązał się tzw. Związek Hellenów, sojusz poleis które miały walczyć z Persją pod przewodnictwem Sparty. W 480 p.n.e. ogromna armia perska przeszła przez Hellespont i wkroczyła do Grecji. Grecy próbowali zagrodzić jej drogę na przesmyku termopilskim, ale niewielkie siły opóźniły marsz wojsk Kserksesa jedynie o trzy dni. Persowie zajęli i spalili Ateny, jednak mieszkańcy miasta ewakuowali się na pobliska wyspę Salaminę, w pobliżu której flota grecka (w dużej części ateńska) pokonała perską w wielkiej bitwie stoczonej 23 września. Kserkses z częścią armii wrócił do Azji (ulokował się w Sardes), w Grecji pozostawiając kontyngent pod dowództwem Mardoniosa. W 479 p.n.e. armia grecka (głównie spartańsko-ateńska) pokonała siły Mardoniosa w bitwie pod Platejami, a mniej więcej w tym samym czasie w Azji Mniejszej grecka ekspedycja rozbiła perską armię i zniszczyła flotę pod Mykale. Do Związku Hellenów przyłączyły się wyspy Morza Egejskiego, Grecy przejęli inicjatywę, ale wojna toczyła się jeszcze przez 30 lat, teraz już pod kierownictwem Aten.

## Okres klasyczny (479–323 p.n.e.)

### Pięćdziesięciolecie (479–431 p.n.e.)

Ateński Związek Morski w 431 r. p.n.e.

Sparta wycofała się z wojny, a z inicjatywy Aten powstał Związek Morski – organizacja skupiająca poleis wyspiarskie, wybrzeża trackiego i małoazjatyckie, które pod przewodnictwem Aten miały kontynuować walkę z Persją. Armia związku dowodzona przez ateńskiego polityka, Kimona, działała skutecznie, stopniowo wyrzucając Persów z Europy i części Azji Mniejszej, zdobywając kontrolę na morzu i odnosząc wielkie zwycięstwa (m.in. nad Eurymedonem i pod cypryjską Salaminą). W 449 p.n.e. doszło do porozumienia (być może podpisano formalny pokój tzw. Pokój Kalliasa), w którym Persowie uznali wolność miast greckich w Azji i ich członkostwo w ateńskim Związku.
Ateńczycy stopniowo przekształcali Związek Morski we własne imperium – zajmowali część zdobytych na Persach miejsc i zbrojnie występowali przeciwko nieposłusznym członkom. Sparta nie reagowała na wzrost potęgi Aten zajęta własnymi problemami. Kiedy w 464 p.n.e. Spartę dotknęło wielkie trzęsienie ziemi i bunt helotów, a miasto odrzuciło ateńską pomoc doszło do zerwania formalnego sojuszu między dwiema poleis. W Atenach w tym czasie Efialtes (z pomocą swego późniejszego następcy i kontynuatora reform Peryklesa) przeprowadził reformy demokratyczne, osłabiając arystokrację i poszerzając uprawnienia Zgromadzenia.
W latach 460–446/445 p.n.e. trwała wojna między ateńskim Związkiem Morskim i sojusznikami Sparty (m.in. Koryntem i Tebami). Mimo początkowych sukcesów Aten zakończyła się ona uznaniem status quo i podziałem Grecji na strefy wpływów. Po wojnie Ateny nadal umacniały swoją pozycję hegemona w związku, prowadziły politykę na Zachodzie (w Italii i Sycylii), były obecne na Morzu Czarnym i wybrzeżu trackim.

### Wojna peloponeska (431–404 p.n.e.)
Kolejna wojna między Atenami i Spartą wybuchła na skutek konfliktu Koryntu (sojusznika Sparty) i Korkyry (sprzymierzeńca Aten). Armia związku peloponeskiego miała przewagę na lądzie, Ateny kontrolowały morze i wojna przez większość czasu była wyrównana. Jednak zaraza jaka wybuchła w Atenach w 430 r. p.n.e. poważnie osłabiła miasto, a późniejsza katastrofalna wyprawa sycylijska z lat 415–413 p.n.e. kosztowała je utratę sporej części armii i floty. Mimo tego dopiero znacząca pomoc finansowa ze strony Persji pozwoliła Sparcie zwyciężyć odbudowaną ateńską flotę i osiągnąć ostateczny sukces w 404 r. p.n.e. Skutkiem wojny był rozpad imperium ateńskiego, hegemonia Sparty w Grecji i powrót poleis małoazjatyckich pod władzę perską. Wielki król Persji i jego satrapowie w Azji Mniejszej stali się w następnych latach ważnym, jeśli nie decydującym graczem w polityce greckiej.

### Sytuacja po wojnie (404–355 p.n.e.)
Sparta nie miała wystarczających środków i pomysłu jak zarządzać Grecją, jej polityka często budziła opory. Kiedy zaangażowała się w wojnę z Persją w Azji Mniejszej w 396 r. p.n.e., w Grecji zawiązała się (pod perskim patronatem) koalicja dawnych wrogów: Aten, Teb, Koryntu i Argos. Wojna, jaka wybuchła, pozwoliła Atenom z perską pomocą odbudować swoją flotę, jednak zakończyła się zwycięstwem Sparty (Persja pod koniec konfliktu stanęła znowu po jej stronie) i miasto powróciło do polityki podporządkowywania sobie Grecji. Pokój, jaki wtedy zawarto, podyktował król perski (stąd nazwa królewski), co potwierdziło jego rolę w Grecji. Kolejne bezceremonialne poczynania Sparty (m.in. konflikt z Tebami) doprowadziły do otwartego sojuszu Teb z Atenami, a także stworzenia przez Ateny Drugiego Związku Morskiego. Wojnę jaka wybuchła w 378 p.n.e. zakończyła Persja narzucając stronom pokój, ale trwał on krótko. Wkrótce Ateny wycofały się z konfliktu, obawiając się wzrostu Teb, które konsolidowały swoją władzę nad Związkiem Beockim. Pod demokratycznym rządami Pelopidasa i Epaminondasa Teby wyrosły na potęgę, która mogła równać się ze Spartą. W 371 p.n.e. pokonały ją pod Leuktrami i w następnych latach rozmontowały Związek Peloponeski i uwolniły po wiekach spartańskiej władzy Messenię, łamiąc na zawsze potęgę Sparty. Hegemonię Teb zakończyła śmierć Epaminondasa w 362 p.n.e. Liczącym się graczem w Grecji pozostały Ateny, ale nowy Związek Morski był słabszy od pierwszego, a wkrótce wśród jego członków pojawiły się nastroje anty-ateńskie. Podsycone przez perskich satrapów powstanie zakończyło się klęską Aten w 355 r. p.n.e. i osłabieniem jej pozycji.

### Wzrost pozycji Macedonii (360–336 p.n.e.)

Macedonia (kolor czerwony) i Związek Koryncki (kolor żółty) w 336 r. p.n.e.

Macedonia do połowy IV wieku p.n.e. pozostawała na peryferiach świata greckiego. Jej mieszkańcy etnicznie i językowo pokrewni Grekom, byli przez nich uznawani za po części barbarzyńców, jednak kraj stopniowo upodabniał się kulturowo do reszty Hellady. Decydującą zmianą w historii Macedonii było wstąpienia na tron w 360 p.n.e. Filipa II, wcześniej zakładnika w Tebach podczas szczytu potęgi tego polis. Nowy król zreformował armię, tworząc formację falangi macedońskiej, a także kawalerii tzw. hetajrów. Pokonał zagrażających państwu z północy Dardanów, potem dzięki zręcznej polityce i podbojom (m.in. w Tracji gdzie zajął greckie poleis oraz kopalnie złota) znacząco poszerzył granice i zasoby Macedonii. Interwencja podczas tzw. III wojny świętej w Grecji Środkowej dała mu możliwość przyłączenia w 352 p.n.e. Tesalii, później anektował poleis Związku Chalcydyckiego oraz dalsze tereny w Tracji aż po Morze Czarne. Rosnąca pozycja Macedonii doprowadziła do wojny z sojuszem Aten i Teb zakończonej sukcesem Filipa. W 337 r. p.n.e. narzucił on całej Grecji (z wyjątkiem Sparty) swoją hegemonię, tworząc Związek Koryncki – formalnie sojusz mający walczyć z Persją, w rzeczywistości narzędzie dominacji macedońskiej. Kolejnym etapem podbojów Filipa była wojna z Persją, rozpoczęta w 336 r. p.n.e., jednak tego samego roku król padł ofiarą zamachu, a na tronie macedońskim zasiadł jego dwudziestoletni syn, Aleksander, później nazwany Wielkim.

### Panowanie Aleksandra Wielkiego (336–323 p.n.e.)
Młody król szybko stłumił opór miast greckich i został wybrany hegemonem Związku Korynckiego. Jednak gdy ruszył na wyprawę w głąb Bałkanów w Tebach wybuchło powstanie. Aleksander szybko wrócił do Beocji, zdobył i zrównał z ziemią miasto. Czyn ten ostudził w Grecji nastroje antymacedońskie i pozwolił władcy na kontynuowanie rozpoczętej przez ojca rozprawy z Persją. W 334 p.n.e. z wielką armią przekroczył Hellespont i rozpoczął kampanię, która po kilku latach walk uczyniła go panem całego rozległo państwa perskiego (obejmującego Azję Mniejszą, Lewant i Syrię, Egipt, Mezopotamię oraz Iran), którego stolicą uczynił Babilon. W 327 r. p.n.e. przekroczył Hindukusz i z sukcesami walczył w Indiach, lecz opór znużonej armii zmusił go do powrotu do Babilonu w 324 r. p.n.e., gdzie zajął się organizowaniem swojego imperium oraz planami kolejnych podbojów. Latem 323 r. p.n.e. niespełna 33-letni władca zmarł pozostawiając ogromne państwo dowódcom swojej armii. Jego podboje i włączenie pod panowanie macedońsko-greckie wielkich obszarów na Wschodzie zapoczątkowało nowy okres w dziejach Grecji.

## Okres hellenistyczny (323–30 p.n.e.)

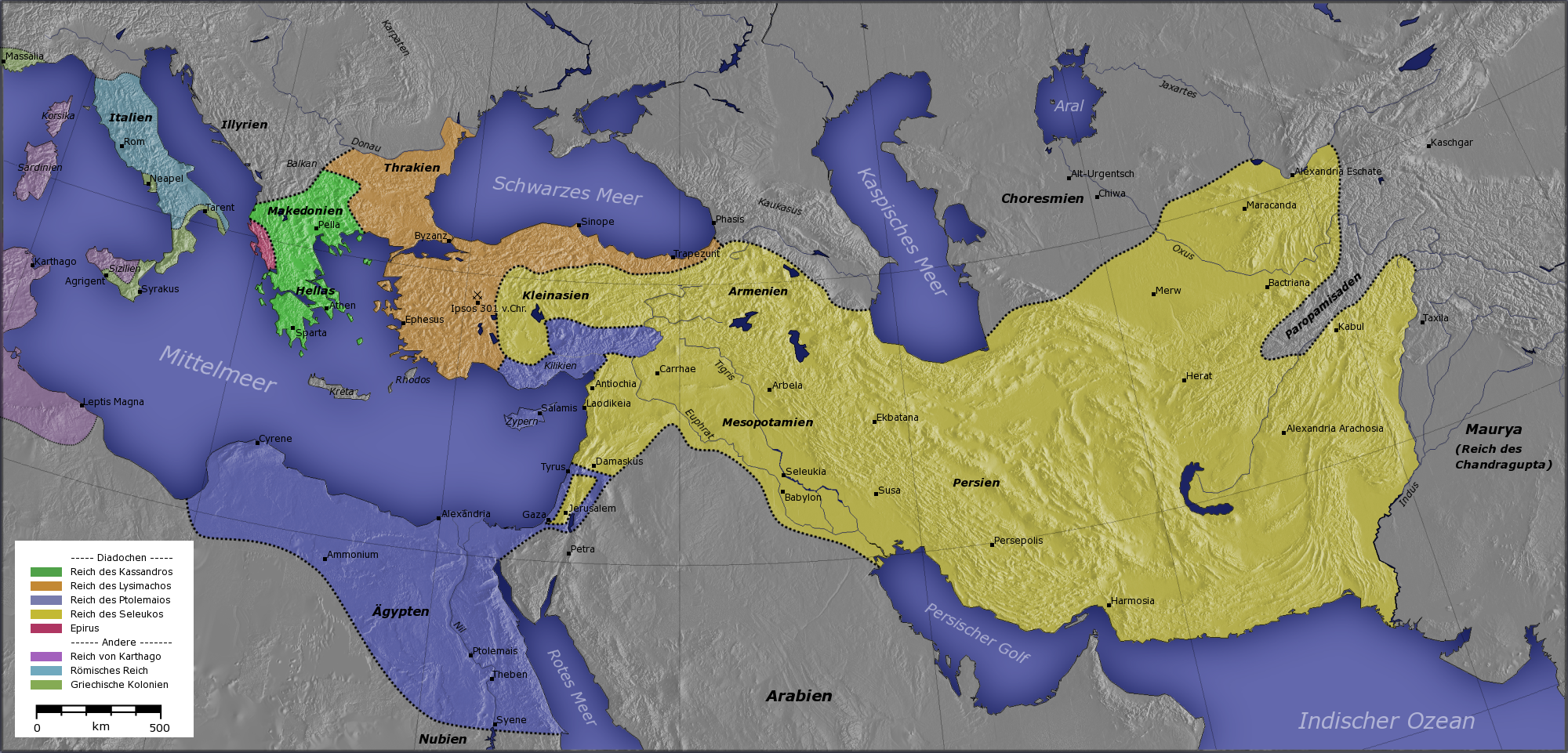
Większość państw hellenistycznych powstała w wyniku wojen Diadochów po śmierci Aleksandra Wielkiego i Perdikkasa:
Królestwo Ptolemeusza
Królestwo Kassandra
Królestwo Lizymacha
Królestwo Seleukosa
Epir
Inne państwa:
Kolonie greckie
Kartagina (poza światem hellenistycznym)
Republika rzymska (poza światem hellenistycznym)
Po śmierci Lizymacha w 281 p.n.e. większość obszarów oznaczonych na pomarańczowo stała się terenem sporów i wojen. Część tego obszaru zajęło Królestwo Pergamońskie.
Nie ukazane: Królestwo Greko-Baktryjskie.

Królestwo Ptolemeusza
     Królestwo Kassandra
     Królestwo Lizymacha
     Królestwo Seleukosa
     Epir
     Kolonie greckie
     Kartagina (poza światem hellenistycznym)
     Republika rzymska (poza światem hellenistycznym)

### Kształtowanie się świata hellenistycznego
Ogromne państwo Aleksandra szybko stało się polem walki pomiędzy jego dowódcami starającymi się wykroić dla siebie własne królestwa – nazwano ich diadochami, a toczone przez nich walki wojnami diadochów. Także część greckich poleis pod przywództwem Aten spróbowała uzyskać niezależność w tzw. wojnie lamijskiej z lat 323–321 p.n.e., ale uległy armii macedońskiej. Wojny diadochów trwające blisko 40 lat po śmierci Aleksandra doprowadziły do powstania trzech królestw, rządzonych przez dynastie wywodzące się od ich założycieli:
- państwo Seleucydów z centrum w Syrii, obejmującego także Mezopotamię, Iran oraz część Azji Mniejszej
- Egipt Ptolemeuszy ze stolicą w Aleksandrii
- Macedonia Antygonidów

Scena polityczna świata greckiego uzupełniana była przez mniejsze, mniej lub bardziej niezależne państwa i poleis jak np. Epir, Pergamon (później lokalna potęga w Azji Mniejszej), Rodos czy poleis zachodniego basenu Morza Śródziemnego.

### Świat hellenistyczny
Zakończenie wojen diadochów nie spowodowało końca rywalizacji między państwami hellenistycznymi. Seleucydzi i Ptolemeusze stoczyli w III i II w. p.n.e. szereg wojen tzw. syryjskich o kontrolę nad Syrią i Palestyną. Ptolemeusze prowadzili ekspansję na wyspach Morza Egejskiego, także w części Azji Mniejszej. Antygonidzi w Macedonii starali się utrzymać kontrolę nad resztą Grecji kontynentalnej, ale musieli stawić czoło nowym tworom politycznym – Związkom Achajskiemu i Etolskiemu. W przeciągu III w. p.n.e. w Azji Mniejszej rosła pozycja Pergamonu, który przeciwstawiał się głównie Seleucydom, walczył także z Galatami – Celtami, którzy po spustoszeniu północnej Grecji na początku III w. p.n.e. osiedli w Anatolii.
Rozległe państwo Seleucydów borykało się także z tendencjami odśrodkowymi – w III w. p.n.e. uniezależniły się jego wschodnie rubieże – królestwo Greko-Baktryjskie rządzone przez grecką elitę, które potem rozpoczęło ekspansję w Indiach. Inna uniezależniona prowincja – Partia, zdobyta przez koczowników ze stepu Środkowo-Azjatyckiego, stała się poważnym zagrożeniem dla Seleucydów, przejmując później inne wschodnie satrapie.

### Ekspansja Rzymu i upadek świata hellenistycznego
Na Zachodzie szybko rosła potęga italskiego miasta – Rzymu. Na początku III w. p.n.e. było już panem prawie całej Italii (w tym znajdujących się tam greckich poleis). Seria wojen z Kartaginą dała mu pozycję hegemona na Zachodzie i kontrolę, w większości greckiej, Sycylii. Wojny macedońskie toczone przez Rzym z Antygonidami pozwoliły mu zaangażować się w politykę w Grecji, gdzie został wkrótce głównym arbitrem. Po zwycięskiej wojnie z Seleucydami z lat 192–188 p.n.e. mógł dyktować swoje warunki tak wrogom, jak i sojusznikom w regionie. Stopniowo kolejne części świata greckiego stawały się rzymskimi prowincjami. Próbę przeciwstawienia się tej ekspansji podjął w latach 88–66 p.n.e. helleński Pont pod rządami Mitrydatesa VI, zyskując sojuszników na terenie Grecji europejskiej i w Azji Mniejszej, ale w końcu uległ rzymskim armiom. Znacznie okrojone państwo Seleucydów stało się prowincją w latach 60 I w. p.n.e., ostatnie z państw hellenistycznych – Egipt w 30 r. p.n.e. Wschodnie tereny państwa Seleucydów (Mezopotamia i Iran) trafiły w ręce Partów.
Suwerenne, greckie i hellenistyczne państwa i poleis zniknęły z mapy politycznej, jednak ich kultura wciąż trwała, silnie oddziałując także na Rzymian. Wschodnia połowa Imperium Romanum pozostała greckojęzyczna, a część elementów greckiej kultury przyjmowały także dalsze państwa Wschodu.

### Grecja w cesarstwie rzymskim i wschodniorzymskim
- 117–138 n.e. apogeum ekonomicznego i urbanistycznego rozkwitu miasta Ateny[potrzebny przypis], w okresie panowania cesarza Hadriana
- 267 – Herulowie plądrują Ateny
- 293–311 Galeriusz, współrządząc z Dioklecjanem, następnie samodzielnie, do szczególnego rozkwitu doprowadza Saloniki (łacińska nazwa: Egnatia), lokalizując w nich główny ośrodek administracyjny sił zbrojnych Wschodu.
- 330 – Konstantynopol staje się stolicą imperium
- 391 – zamknięcie Muzeum Aleksandryjskiego
- 393 – ostatnie igrzyska olimpijskie
- 529 – Justynian Wielki zamknął Akademię Platońską i wszystkie szkoły filozoficzne w Atenach (jedna z mniej popularnych dat umownego końca starożytności)

## Dorobek
Kultura starogrecka wytworzyła szereg odkryć i hipotez naukowych, koncepcji filozoficznych, wynalazków i dzieł sztuki.
Greccy matematycy podali najstarsze zachowane dowody twierdzeń, na przykład Pitagorasa. Rozwinięto też wszystkie główne nauki przyrodnicze – fizykę, astronomię, chemię, biologię i nauki o Ziemi. Odkryto kulistość Ziemi, oszacowano jej rozmiar i zaczęto spekulować o jej ruchu obrotowym oraz postępowym – Arystarch z Samos to pierwszy poświadczony heliocentryk. Rozwinięto kalendarz, wprowadzając lata przestępne będące podstawą kalendarza juliańskiego. Zaobserwowano, że światło jest szybsze niż dźwięk i że podlega prawu odbicia. Opisano też działanie maszyn prostych i podstawy hydrostatyki jak prawo Archimedesa. Sformułowano też koncepcję żywiołów, w której można się dopatrywać prototypu pojęcia pierwiastka. Wysunięto hipotezę atomizmu, która inspirowała uczonych nowożytnych.
Z drugiej strony społeczeństwa greckie bywały wrogo nastawione do swoich uczonych – Anaksagoras i Sokrates byli prześladowani pod zarzutem bezbożności. Ich normy prawne i etyczne odbiegały też od tych nowożytnych – powszechne były niewolnictwo oraz szowinizm płciowy.